# Mísia
Mísia, pseudonimo di Susana Maria Alfonso de Aguiar (Porto, 18 giugno 1955 – Lisbona, 27 luglio 2024), è stata una cantante portoghese di fado.

## Biografia
Di madre catalana, lavorò come ballerina di cabaret nel Teatro El Molino di Barcellona.
Adottò lo pseudonimo "Mísia" in omaggio all'antica regione Misia.
I testi di scrittori famosi come Pessoa furono l'ispirazione per le sue canzoni, coltivando al contempo altri stili come il bolero o il tango, e cantando in castigliano, catalano, inglese e francese, oltre al portoghese e al napoletano nel film del 2010 Passione di John Turturro.

## Discografia
- 1991 — Mísia
- 1993 — Fado
- 1995 — Tanto menos, tanto mais
- 1998 — Garras dos Sentidos
- 1999 — Paixões diagonais
- 2001 — Ritual
- 2003 — Canto
- 2005 — Drama box
- 2009 — Ruas
- 2011 — Senhora da noite
- 2013 — Delikatessen (Café Concerto)

## Filmografia
- Fatima, regia di Fabrizio Costa (1997) - Film TV
- Passionada, regia di Dan Ireland (2002)
- A + (Amas), regia di Xavier Ribera (2004)
- Passione, regia di John Turturro (2010)